# San Miguel Arcángel (título cardenalicio)
El título cardenalicio de San Miguel Arcángel (en latín, S. Michaelis Archangeli) fue instituido el 5 de febrero de 1965, por el Papa Pablo VI, en la constitución apostólica Inter cetera Romanae.

## Titulares
- Joseph-Léon Cardijn (22 de febrero de 1965-25 de julio de 1967)
  - Vacante (1967-2003)
- Javier Lozano Barragán (21 de octubre de 2003-12 de junio de 2014)
  - Vacante desde 2014 a 2019
- Michael Czerny (5 de octubre de 2019-presente)